# 村崎真彩
村﨑 真彩（むらさき まあや、1994年12月20日 - ）は、日本の女優・タレントである。大阪府出身。サンミュージックブレーン所属。

## 略歴
2004年にNHKのテレビドラマ『恋する京都』でデビュー。『弁護士のくず』では、主人公の九頭（豊川悦司）の娘（秋野美月）役を演じた。
NHK大阪制作の連続テレビ小説には子役時代から出演し、2005年の『風のハルカ』でヒロイン・水野ハルカの幼少時代を演じて代表作になった他、成年後もサブキャストで出演している。

## 出演

### テレビドラマ
- 恋する京都（2004年2月16日 - 3月15日、NHK） - 沢井晶 役
- 土曜ワイド劇場 法医学教室の事件ファイル19（2004年5月29日、テレビ朝日）
- 月曜ミステリー劇場（TBS）
  - 湯の町コンサルタント3（2004年8月23日） - 田中江美（幼少期） 役
  - 万引きGメン 二階堂雪13（2005年5月23日、TBS） - 佐倉文絵（幼少期） 役
  - 警視庁特別広域捜査官 宮之原警部シリーズ2（2006年2月13日、TBS） - 葛生胡子（幼少期） 役
- 愛の劇場 すずがくれた音 第5 - 28話（2004年9月10日 - 10月13日、TBS）
- 華岡青洲の妻 第3 - 4話（2005年2月4日 - 18日、NHK） - 子弁 役
- 金曜エンタテイメント 京都祇園入り婿刑事事件簿12（2005年7月29日、フジテレビ） - 岡本美香 役
- 連続テレビ小説（NHK）
  - 風のハルカ（2005年10月3日 - 2006年4月1日） - 水野ハルカ（幼少期） 役
  - カーネーション 第98 - 103回（2012年1月30日 - 2月4日、NHK） - 小原聡子（少女期） 役
  - あさが来た（2016年2月 - 3月） - 高木ツル 役
  - べっぴんさん（2016年10月 -2017年4月） - 岩波文 役
  - スカーレット（2020年2月 - 2020年3月） - 熊谷芽ぐみ 役
  - おむすび 第112回（2025年3月11日） - コロナ担当看護師 村崎真彩 役[3]
- ドラマ30 新 いのちの現場から2 第15話（2006年4月21日、 毎日放送） - 片瀬ありさ 役
- 弁護士のくず 第5 - 最終話（2006年5月11日 - 6月29日、TBS） - 秋野美月 役
- 嫌われ松子の一生 第1話（2006年10月12日、TBS） - 川尻松子（少女期） 役
- 逃亡者 おりん 第1・10話（2006年10月20日・2007年1月5日、テレビ東京） - おりん（少女期） 役
  - 逃亡者 おりんスペシャル（2008年9月19日 - 9月26日、テレビ東京） - おりん（少女期） 役
- きらきら研修医 第6話（2007年2月15日、TBS） - 向井倫子 役
- まるまるちびまる子ちゃん（2007年4月19日 - 2008年2月28日、フジテレビ） - さくらさきこ 役
- ひるドラ パンダが町にやってくる（2008年11月3日 - 12月26日、毎日放送） - 左右田沙紀 役
- ハンチョウ 神南署安積班1 第3話（2009年4月27日、TBS） - 岩城ありさ 役
- 土曜プレミアム 戦場のメロディ〜108人の日本人兵士の命を救った奇跡の歌〜（2009年9月12日、フジテレビ）
- チャレンジド（2009年10月10日 - 11月7日、NHK） - 角田みず帆 役
- 明日の光をつかめ（2010年7月5日 - 9月3日、東海テレビ） - 安田めぐみ 役
- さくら心中 第19 - 29話（2011年1月31日 - 2月14日、東海テレビ） - 押川豊子（少女期） 役
- チャレンジド〜卒業〜 前編（2011年5月14日、NHK） - 角田みず帆 役
- 謎解きはディナーのあとで 第4話（2011年11月8日、フジテレビ） - 沢村美幸 役
- 黒の女教師（2012年7月20日 - 9月21日、TBS） - 加納麻理 役
- 石坂線物語 「豆腐の味」（2012年12月7日、NHK大津） - 恵子 役
- 潔子爛漫〜きよこらんまん〜（2013年9月 - 10月、東海テレビ） - キミ 役
- 赤と黒のゲキジョー ヤバい検事 矢場健〜ヤバケンの暴走捜査〜4（2014年11月14日、フジテレビ） - 弥富瑠依 役
- 科捜研の女（テレビ朝日）
  - Season15 第1話（2015年10月15日） - 北野礼子 役
  - Season21 第4話（2021年11月11日） - 赤宮遥 役
- 夕凪の街 桜の国2018（2018年8月6日、NHK） - 古田幸子（若年期） 役
- 遺留捜査 第6シーズン 第6話 (2021年2月18日、テレビ朝日) - 関口香澄 役
- 月曜プレミア8『再雇用警察官3』（2021年12月13日、テレビ東京） - 竹嶋咲希 役

### 映画
- 転々（2007年11月10日、スタイルジャム） - 尚美（少女時代） 役
- ソロコンテスト（2009年7月25日、デジタルSKIPステーション） - 野島美咲 役
- 太陽の坐る場所（2014年10月4日、ファントム・フィルム） - 本村佳代（高校時代） 役
- ミュジコフィリア（2021年11月19日、アーク・フィルムズ） - 時枝真紀 役
- TELL ME 〜hideと見た景色〜（2022年7月8日、KADOKAWA） - 矢野 役

### 舞台
- 虹の橋（2004年10月1日 - 25日、御園座） - 千代 役
- 疑惑（2014年10月4日 - 26日、南座ミステリー劇場）

### その他（バラエティー番組等）
- ストレッチマン2（2005年4月5日 - 2010年3月16日、NHK大阪） - オレンジ（ストレッチマンキッズ） 役
- バラエティー生活笑百科（2020年2月 - 2022年3月NHK総合） - 相談室秘書[注 1]

### CM
- 西宮名塩不動産（2005年）
- はくばく「おいしさ味わう 十六穀ごはん」（2006年）
- 信学会ゼミナール（2008年）
- アップ教育企画 研伸館 関西限定CM 「自習室 篇」（2012年2月 - ）

### 広告
- 「ユニバーサル・スタジオ・ジャパン」（2005年）